# Descodificador
Un descodificador (en anglès, set-top box) és un ordinador que processa informació digital. És imprescindible per a poder rebre la televisió digital terrestre, la televisió per cable, la televisió per satèl·lit o la televisió per internet, ja que descodifica els senyals digitals, i els converteix en senyals per a poder ser visualitzats en els receptors de televisió convencionals. Els receptors de televisió també solen acceptar comandes de l'usuari (mitjançant comandaments a distància), i transmeten aquestes comandes a l'operador per un canal de retorn, si això és necessari.

## Serveis
Els serveis que ofereixen els receptors de televisió són:
- Recepció de senyals de televisió.
- Possibilitat de gravar determinats continguts, prèviament seleccionats, en el disc dur.
- Selecció de canals.
- Interacció amb menús existents en les imatges que l'espectador visualitza.
- Interacció amb la Guia Electrònica de Programes (EPG).
- Interacció amb els VPI (Visual Program Index: canal on es poden veure simultàniament tots els programes que realitza un determinat proveïdor de contingut. La resolució amb la qual es veuen tots aquests canals no és gaire bona. A més la implementació tecnològica per a poder utilitzar els VPI és complexa doncs cal una descodificació en temps real de múltiples canals).

Tots aquests serveis enumerats fins ara no necessiten un canal de retorn cap al proveïdor. En canvi el serveis següents si que el necessitaran:
- Participació via telefònica a certs programes.
- Transacció per veure la televisió de pagament (Pay-per-view).
- Connexió a internet via mòdem.
- Enviament de correus electrònics.
- Videoconferències.

Excepte el cas de l'IPTV, el canal de retorn sol ser un canal diferent del canal pel qual rebem el senyal de televisió. Exemples de possibles canals de retorn serien les línies telefòniques fixes o la telefonia mòbil.

## Components

### Interfície de Xarxa
Permet a l'usuari de rebre dades del servidor i enviar dades al servidor de manera comprensible per aquest últim.

### Descodificador
Per tal de reduir l'amplada de banda necessària del canal, i per estalviar espai en el disc (en cas que l'usuari decideixi guardar un determinat programa), les dades són comprimides abans de ser enviades als espectadors. El format més utilitzat pel vídeo és el MPEG-2. El flux de dades que arriba ha doncs de ser descodificat. Hi haurà un descodificador de vídeo i un d'àudio.

### Buffer
A causa del soroll present a la xarxa, el fluxe de dades que arriba a l'usuari es pot veure interromput durant instants de temps curts, instants durant els quals es produeixen retransmissions de paquets (fragments de dades). Per tal que l'espectador no vegi aquest efecte, a l'inici de la sessió, es comencen a rebre dades que no són visualitzades immediatament per l'usuari: es guarden en el buffer (memòria que permet un emmagatzematge temporal de paquets). Mentre són visualitzades, si tot funciona correctament, es continuen rebent dades de manera que el buffer no es buida. Si hi ha errors, el buffer es comença a buidar, però si la ràfega d'error no dura molt temps, es faran les retransmissions oportunes abans que el buffer s'hagi buidat del tot, amb la qual cosa l'usuari no haurà vist la qualitat deteriorada.
La tècnica de buffering s'utilitza també en transmissió, es guarden els paquets enviats durant un cert temps, per si s'han de retransmetre.

### Maquinari de sincronització
Tot programa de televisió consta d'un flux de dades pel vídeo i d'un flux de dades per l'àudio: aquests dos fluxos han d'estar sincronitzats per tal que l'usuari percebi coherència entre el que veu i el que escolta. No obstant això, quan els dos fluxos arriben a l'usuari, la sincronització es pot haver perdut, degut per exemple a fenòmens de dispersió: és per això que cal un maquinari de sincronització.